# Verzorgingsplaats De Kreilen
Verzorgingsplaats De Kreilen is een Nederlandse verzorgingsplaats, gelegen aan de noordzijde van N31 Drachten-Zurich tussen aansluitingen 29 en 28 in de gemeente Smallingerland bij Opeinde. Aan de andere zijde van de snelweg bevindt zich verzorgingsplaats Stienkamp.
Richting Drachten: De Mieden · Stienkamp
Richting Zurich: De Kreilen · 't Strand